# Варандей (аэропорт)
«Варандей» — аэропорт в 5 км северо-восточнее посёлка Варандей на арктическом побережье Ненецкого АО.  Оператором аэропорта является АО «ЮТэйр-Инжиниринг».
Способен принимать самолёты третьего класса (Ан-24, Ан-26, Як-40, Л-410 и им подобные) и др. типы ВС 3-4 класса, вертолёты всех типов. Максимальный взлётный вес воздушного судна 25 тонн. Классификационное число ВПП (PCN) 18/F/D/Y/T.
Аэропорт использовался для доставки вертолётами персонала на МЛСП «Приразломная», где с 2010 года функционирует вертолётная площадка (в Варандей персонал прибывает на самолётах Ан-24 и Ан-26 из Архангельска и Оренбурга).
В 2020 году вступил в строй вертодром «Арктический» в 3,5 км северо-восточнее посёлка. Ныне он используется для отправки вертолётами (авиакомпании «Газпром авиа») персонала на МЛСП «Приразломная».

## Показатели деятельности
| год             | 2014 | 2015 | 2016 | 2017 |
| тыс. пассажиров | 16,2 | 14,6 | 15,0 | 15,6 |
| Источники:      |      |      |      |      |

## Происшествия
- 17 марта 2005 года в районе аэропорта Варандей потерпел катастрофу самолёт Ан-24РВ, перевозивший нефтяников «Лукойла» на промыслы. Из 52 человек, находившихся на борту, погибли 28.
- 11 марта 2006 года, в 11 часов 15 минут в районе аэропорта Варандей потерпел катастрофу вертолёт Ми-8. На борту находилось 16 пассажиров и 3 члена экипажа; 1 человек погиб, 9 ранено. По трагической случайности, на борту вертолёта летели родственники людей, погибших в авиакатастрофе 2005 года.
- 7 декабря 2014 года вертолёт Ми-8 потерпел катастрофу в Ненецком автономном округе примерно в 30 км от населенного пункта Варандей. Воздушное судно принадлежало «Архангельскому авиаотряду». В результате авиакатастрофы погибли бортмеханик и пассажир, еще четыре человека получили тяжёлые травмы[9].